# 2018年中正紀念堂銅像污損事件
2018年中正紀念堂銅像污損事件，發生於2018年7月20日上午9時，FETN蠻番島嶼社成員突襲中正紀念堂銅像大廳，對蔣中正銅像丟擲、潑灑紅漆。為第二次銅像遭到人為破壞(首次為2015年)。

## 背景
2018年2月28日，二二八事件71年，自由台灣黨、FETN蠻番島嶼社成員等十人，於桃園慈湖陵寢開放時間進入參觀，闖入正廳靈堂，拿出預藏紅漆朝蔣介石棺木及牆上遺像潑灑，並拿出布條喊出「去除支那威權，創建台灣共和」。
李嘉宇等作案10人被以違反毀損等罪移送法辦，慈湖陵寢暫停開放至7月8日。

## 事件
7月20日「桃園慈湖陵寢潑漆案」開庭審判。上午9時中正紀念堂開館不到一小時，FETN蠻番島嶼社等五人強行進入紅龍柱限制範圍，兩人利用裝填紅色油漆的蛋殼，朝蔣中正銅像丟擲，兩側中華民國國旗立桿也被推倒。同樣也拿出布條高喊「去除支那威權，創建台灣共和」的口號。
整起事件除蔣中正銅像及其基座遭到紅漆污損外，後方牆面亦被沒有砸中銅像的漆蛋波及，正逢例行性維修的國徽御路也被用紅色油漆桶潑灑當日銅像大廳被迫閉館清理。

## 後續
後中正一分局到場，將兩名人士帶回偵辦。兩人被依社會秩序維護法裁罰2000元。銅像大廳於22日重新開放。